# Meta Hansen
Meta Kristine Hansen (22. december 1865 i Fredensborg - 4. juni 1941 i Hillerød) var en dansk kvindesagsforkæmper og kvindepolitiker.

## Familie og tidligt liv
Meta var datter af pacellisten Hans Hansen (1815-85) og Ida Kirstine Jensine Vilhelmine Nørgaard (1832-89). Hun blev student fra N. Zahles skole i 1888 og tog i 1893 en statsvidenskabelig eksamen som den første kvinde.[kilde mangler]
Efter sin eksamen blev hun i 1896 assistent i Statens statistiske bureau (nu Danmarks Statistik).[kilde mangler]

## Kvindesagen
Hun tog livlig del i kampen for kvinders politiske ligestilling og var medlem af Politisk kvindeforenings bestyrelse fra dens stiftelse i 1904. I 1906 skiftede foreningen navn til Københavns Kvindevalgretsforening og i 1907 blev hun formand for foreningen indtil den blev opløst i 1915, da foreningens formål, at sikre danske kvinders stemmeret, var gennemført.
Fra 1906 var hun aktiv i Dansk kvindesamfund, hvor hendes kvalifikationer som statistiker ofte kom foreningen - og andre - til hjælp. F.eks. hjalp hun med at beregne kvinders sygelighed, løn- og pensionsforhold.
Ydermere har hun også siddet i Danske kvinders nationalråds styrelse samt i bestyrelsen for Kvindernes bygning. Alle steder hun har været aktiv skabte hun sig et ry for at være saglig såvel som intelligent.

## Politik og bestyrelsesarbejde
Politisk tilhørte Meta det Radikale Venstre og i årene 1917-28 sad hun i bestyrelsen for Københavns radikale venstreforening. Hun var desuden opstillet som kandidat til rigsdagsvalget i 1918, som var første år, hvor kvinder kunne afgive stemme til et valg. Hun fik dog ikke en partiopstilling.
Herudover sad hun også i bestyrelserne for det Sociale sekretariat og bibliotek samt Højskolen for moderne samfundsvidenskab og politik.

## Privatliv og død
Meta forblev ugift og døde i 1941 i Hillerød. Hendes urne blev nedsat på Asminderød Kirkegård.